# نهائي كأس إسبانيا 1974
نهائي كأس إسبانيا 1974 وسُمي آنذاك نهائي كأس القائد العام هو النهائي رقم 72 في إطار بطولة كأس إسبانيا ، جمعت المباراة النهائية ناديّ برشلونة وريال مدريد بتاريخ 29 يونيو 1974 على ملعب فيسنتي كالديرون في العاصمة الإسبانية مدريد وتمكن نادي ريال مدريد من تحقيق البطولة بعد الفوز بنتيجة 4-0 .

## التفاصيل
| ريال مدريد                                                                        | 4–0 | برشلونة      |
| --------------------------------------------------------------------------------- | --- | ------------ |
| كارلوس سانتيلانا 5' · روبينان 46' · أغويلار 50' · بيري 83' · المدرب · لويس مولوني |     | المدرب رودري |